# Yolanda Steyn
Pour les articles homonymes, voir Steyn.
Yolanda Steyn, née le 22 août 1972, est une athlète sud-africaine.
Elle est médaillée d'or du relais 4 × 400 mètres et médaillée de bronze du 200 mètres aux Championnats d'Afrique d'athlétisme 1992 à Belle Vue Maurel. 
Elle obtient la médaille d'argent du 200 mètres et la médaille de bronze du relais 4 x 100 mètres aux Championnats d'Afrique d'athlétisme 1993 à Durban.